# 63A busz (Budapest)
A budapesti 63A jelzésű autóbusz Hűvösvölgy és az Adyliget között közlekedett. A vonalat a Budapesti Közlekedési Zrt. üzemeltette.

## Története
2004. január 5-én 63A jelzésű betétjáratot indítottak a Hűvösvölgy és Adyliget között. 2006. szeptember 30-án megszűnt, helyette a sűrűbben közlekedő 63-as buszok jártak.

## Útvonala
| Adyliget felé                                                                                                   | Hűvösvölgy felé                                                                                                 |
| --- | --- |
| Hűvösvölgy vá. – Hűvösvölgyi út – Hidegkúti út – Máriaremetei út – Nagyrét utca – Nagykovácsi út – Adyliget vá. | Adyliget vá. – Nagykovácsi út – Nagyrét utca – Máriaremetei út – Hidegkúti út – Hűvösvölgyi út – Hűvösvölgy vá. |

## Megállóhelyei
Az azonos útvonalon közlekedő 63-as busz nincsen feltüntetve.
| 0 | Hűvösvölgy végállomás                   | 8 | 56, 57, 64, 157, 164, 257 56 |
| 1 | Hidegkúti út (↓) Bátory László utca (↑) | 7 | 57, 64, 157, 164, 257        |
| 2 | Bükkfa utca (↓) Vezér utca (↑)          | 5 | 57, 157, 257                 |
| 3 | Széchenyi utca                          | 4 | 57, 157, 257                 |
| 5 | Határ utca (↓) Villám utca (↑)          | 3 |                              |
| 6 | Nagykovácsi út (↓) Ady lépcső (↑)       | 1 |                              |
| 8 | Adyliget végállomás                     | 0 |                              |